# موتيريستوك
موتيريستوك (بالإنجليزية: Mutteristock)‏ هو أحد جبال سلسلة جبال الألب غلاروس ويقع في كانتون غلاروس/كانتون شفيتس في سويسرا. يحتل المرتبة رقم 349 في قائمة جبال سويسرا من حيث الارتفاع، إذ يبلغ ارتفاعه حوالي 2295 متر، بينما يبلغ ارتفاع نتوء الجبل 745 متر.